# Павле Симић
Павле Симић (Нови Сад, 1818 — Нови Сад, 17. јануар 1876) био је српски сликар.

## Биографија
Рођен је у трговачкој породици, али је рано остао без родитеља, па га је прихватио деда, свештеник у Старој Кањижи. Ту је мали Павле, гледајући иконостасе Теодора Илића Чешљара, зажелео да постане уметник. Средњу школу је учио у Сомбору и Суботици, а затим је прешао у Нови Сад у радионицу сликара Алоиза Кастањија (итал. Luigi Castagni), Италијана из Мантове. Децембра 1837. одлази у Беч и уписује се на Сликарску академију. Студирао је до 1841 на одсеку историјског сликарства код Јозефа Фириха, следбеника назарена, а 1840. је одликован Гунделовом наградом за истакнуте ђаке.

## Дело
Симић је сликао углавном иконостасе и портрете. Први његов рад на иконостасу је иконостас цркве у Пирошу, сликан 1848-49. Затим долазе иконостаси: манастира Кувеждина, 1850-53; цркве у Шапцу, 1853-56; престоне иконе у Старом Футогу, 1855; иконостас цркве у Ђурђеву, у Шајкашкој, 1857; цркве у Сенти, 1859; у Бачком Деспот св. Ивану, 1860; Николајевске цркве у Новом Саду, 1863; капеле Платона Атанацковића, на Алмашком гробљу у Новом Саду, 1864; цркве у Башаиду, у Банату, 1864-66; цркве манастира Ораховице у Славонији, 1867; цркве у Глини, 1866-68; Саборне цркве у Сомбору, 1870-73 и Харишове капеле у Земуну, 1875. У црквеном сликарству био је под великим утицајем бечких назарена. Мек по колориту, понекад чак и сладуњав, полагао је нарочито пажњу на композицију и јасан хармоничан цртеж.
Симић је далеко значајнији као портретист. Направио је приличан број портрета, разних величина, међу којима су подједнако добри и они велики и они мали. На портретима је озбиљан, строг цртач, а у боји осећајан, мек и прозиран. Неки његови портрети (Пробојчевића, Човека у белом прслуку или Проте Матеје) иду међу најбоља дела српског сликарства из средине XIX века. Од малих портрета истичу се портрети Агрипине Грујић и Милице Стојадиновић-Српкиње. Умео је да се позабави и најфинијим психолошким студирањем својих модела (Портрет уметникове мајке).
Симић је радио и историјке композиције. Начинио је четири такве за манастир Куваждин, све четири из живота Намањића и монументалних димензија, али су оне уништене за време окупације у току Другог светског рата. Остале су две мање слике: Хаџи Ђера и Хаџи Рувим и Илија Бирчанин предаје харач. Обе се налазе у Галерији Матице српске у Новом Саду.
Издао је и две литографије: Мајска скупштина 1848, за коју је годинама припремао портрете учесника, и Црногорски певач, са 22 лика, коју је посветио српскоме књижевнику Тодору Павловићу. Лазар Томановић пише да се не зна где се оригинал ове слике налази.
Био је ожењен Јелисаветом, ћерком Григорија Јовшића, градоначелника Новог Сада. Њихова ћерка Милева Симић (1859-1946) била је учитељица, књижевница и преводилац.

### Мајстор прерушавања
Симић је на оригиналан начин приказивао себе као случајног учесника догађаја на слици коју је сликао, или је можда себе „видео” као једну од личности или сведока стварних или измишљених догађаја.
На једној од његових многобројних слика из историје, под називом „Хаџи Рувим и Хаџи Ђера” из 1849. године, Павле ... је приказао себе крајње лево крај прозора, као учесника историјског догађаја писања писма Хаџи Рувима Ненадовића (Нешковића) турском султану, пред почетак Првог српског устанка. Иако ово можда није први пример да један српски сликар приказује себе међу ликовима на неком свом делу, он је у то време свакако био најречитији, јер је то већ једном учинио годину раније, на чувеној „Мајској скупштини у Сремским Карловцима” 1848. године.

## Галерија
- Прота Василије Николајевић, 1846.
- Слика „Хаџи Рувим и Хаџи Ђера” из 1849. године, на којој је Павле приказао себе (крајње лево крај прозора)
- Епископ Платон Атанацковић, 1863.
- „IV Мајски сабор 1848“, слика Павла Симића
- Јован Павловић, слика Павла Симића
- Портрет др Ђорђа Стојаковића
- Полагање Христа у гроб, 1856, Галерија Матице српске
- Скице изложене у Народном музеју Краљево
- Надгробни споменик и гроб Павла Симића